# To the Last Man
To the Last Man (Part 1: The Gathering Storm; Part 2: Guns Blazing; englisch für Bis auf den letzten Mann, Der aufziehende Sturm und Lodernde Gewehre) ist ein amerikanischer zweiteiliger Schwulenpornofilm des Studios Raging Stallion mit Western-Setting. Die gewaltvolle Spielfilmhandlung, die über eine literarische Vorlage auf einen realen tödlichen Konflikt im Wilden Westen basiert, überlebt nur eine Figur. Er war der am teuersten produzierte Schwulenpornofilm des Jahres und brachte dem Studio die meisten Auszeichnungen ein.

## Vorlagen
Der Film basiert lose auf dem gleichnamigen Wildwestroman To the Last Man: A Story of the Pleasant Valley War (in längerer Fassung Tonto Basin) des Schriftstellers Zane Grey, der die reale Begebenheit des Pleasant Valley War in den 1880ern fiktionalisiert verarbeitet, in dem die Viehhüterfamilien Graham und Tewksbury, deren Hütte Flying V Cabin genannt war, sich ein Jahrzehnt in mehreren Konflikten bekämpften, bis nur noch Edwin Tewksbury überlebte. Im Roman hat Grey eine heterosexuelle Liebe zwischen zwei Mitgliedern der beiden Familien, die als letzte überleben, hinzugefügt, was angelehnt ist an der Tragödie Romeo und Julia von William Shakespeare. Das Stück wird im Film referiert, als die heimliche Affäre zweier Männer der verfeindeten Ranches entdeckt wird, die daraufhin getötet werden. (Zitat: „Which one of you is Juliet?“) Als Inspiration für die Schießereiszenen wird Quentin Tarantino genannt.

## Handlung
Der Film präsentiert die Darsteller als Cowboys und handelt von den zwei verfeindeten Ranches Double K der Brüder Jake und Tanner (Jake Deckard und Scott Tanner) und Flying V, angeführt von Rick (Ricky Sinz).
Part 1: In einer Dürrezeit geht der Double K das Wasser aus, während die Flying V durch einen Bach versorgt ist, sodass Jake sich heimlich zur feindlichen Farm schleicht und Wasser stiehlt, was Rick aber entdeckt. Jake hat eine heimliche Romanze mit John von der Flying K und sie treffen sich nachts heimlich, werden aber gesehen und verraten. Rick bestraft John, indem er ihm ein Brandzeichen einbrennt, und hängt Jake auf.
Part 2: Nach Jakes Beerdigung wird John, der sie aus der Distanz beobachtet hat, erschossen, worauf Rick Rache schwört. Nach einigen ruhigen Monaten kommt es erneut zu Wasserdiebstahl. Scott (Scott Campbell) schleicht sich zum Bach und schwimmt darin, als er von Vance (Antonio Biaggi) entdeckt wird. In der folgenden Prügelei drückt er Vance unter Wasser, bis dieser tot ist, worauf Rick den Krieg erklärt. Durch gegenseitige Racheaktionen, hauptsächlich Erschießungen, fallen nacheinander Mitglieder der beiden Gruppen. Beispielsweise wird einem der Hals aufgeschlitzt und einer lebendig angezündet. Die Gewalt gipfelt in einer Vergewaltigung von Tanner durch Rick und Logan (Logan McCree). In einer finalen Schießerei sterben alle Übrigen. Als schließlich auch Logan tödlich getroffen wird, prügeln sich die Anführer Tanner und Rick, wobei ein Schuss fällt – als letzter und einziger aller Figuren überlebt Rick.

### Sexszenen
| Part 1: - 1: Damien Crosse - 2: Antton Harri, Damien Crosse - 3: Antonio Biaggi, Damien Crosse - 4: Dan Rhodes, R.J. Danvers, Scott Tanner - 5: Dan Rhodes, Scott Tanner - 6: Jackson Wild, Ricky Sinz - 7: R.J. Danvers, Tristan Jaxx - 8: Logan McCree, Scott Campbell - 9: Antton Harri, Jake Deckard | Part 2: - 1: Damian Rios, Ricky Sinz - 2: Jimmy Trips, Rick Powers - 3: Rick Powers, Tristan Jaxx - 4: Antonio Biaggi, Scott Campbell - 5: Damien Crosse, Jackson Wild - 6: Logan McCree, Ricky Sinz, Scott Tanner |

## Produktion
Das Drehbuch des Films für Studio Raging Stallion stammt von Tony DiMarco, der darin die Gewalt hauptsächlich im zweiten Teil ansiedelte. Mit Studiogründer Chris Ward und Ben Leon führte DiMarco Regie, wobei DiMarco und Ward für die Nicht-Sex-Szenen der Handlung und Leon für alle Sex-Szenen verantwortlich war. Letzterer übernahm auch die Leitung der Beleuchtung. Über 100 Darsteller wurden für Rollen in dem Film angedacht; die tatsächliche Besetzung aus 15 bekannten Stars der Industrie wird angeführt von Ricky Sinz und Scott Tanner. Dazu kamen mehrere studioexklusive wie Damien Crosse und Logan McCree, sowie Jake Deckard, der GayVN-Darsteller des Jahres 2008. Das Budget betrug 200.000 Dollar; für den Film wurde das Equipment des Studios, etwa für Ton und Kamera, aufgerüstet. Die Dreharbeiten fanden im vom 31. Juli bis zum 18. August 2008 auf zwei Ranches in Arizona und Kalifornien statt. In Arizona wurde auf dem Gebiet einer Ranch, die Teil der realen Familienfehde war, gedreht. Für den Film hat Raging Stallions erstmals die Filmmusik outgesourct: neben der Arbeit von Studiogründer J. D. Slater wurde ein New Yorker Unternehmen beauftragt, dem dafür die Szenen einzeln geschickt wurden.

## Veröffentlichung

### Film
Der Film wurde, als Doppel-Set als auch beide Teile einzeln, auf Disc limitiert am Thanksgivingwochenende Ende November 2008 und weltweit am 1. Januar veröffentlicht. Neben dem vollständigen Film ist auch eine „All-Sex“-Schnittfassung ohne die Gewaltszenen der Handlung enthalten. Im November erlangte der Film vor der Veröffentlichung den Rekord des Studios für Vorbestellungen. Die ersten 5.000 Exemplare für den weltweiten Verkauf, die auf ein ganzes Jahr angelegt waren, wurden bereits im Januar ausverkauft. Organisiert von Unzipped Media fand am 21. Januar 2009 im Showcase-Theater in Hollywood eine Leinwandvorstellung einer gekürzten und abgemilderten Fassung des Films, inklusive roter Teppich, statt – eine Premiere für Raging Stallion.

### Weiteres
Zum Marketing wurde limitiert ein Kalender mit dem Titel „They Died with Their Boots On“, der Darsteller in ihren Todesszenen zeigt und von Fotograf Geof Teague unterschrieben war, gedruckt und an Rezensenten und Personen der Industrie ausgegeben. Der deutsche Bruno Gmünder Verlag für Medien schwuler Männer veröffentlichte im Februar 2009 in Europa und im April in den Vereinigten Staaten einen begleitenden Farbfotoband zu dem Film mit Bildern der Darsteller als Cowboys. Das Onlineforum StickyPen.com, in dem User eigene schwule Erotik-Erzählungen einstellen, rief im März 2009 zu Ehren des Films seinen ersten Wettbewerb aus, für den eine Geschichte mit Cowboys geschrieben werden sollte; der Gewinner erhielt ein unterschriebenes Exemplar von Bruno Gmünders Fotoband.

## Rezeption
Der Film wurde von Kritikern und Rezensenten äußerst positiv aufgenommen. Im Gay Erotic Video Index schrieb Butch Harris von ManNet, die Produktion sei so ausgefeilt und gekonnt, wie man zuvor nichts Ähnliches gesehen habe. es handle sich um Raging Stallions besten Film überhaupt und das Beste, was Schwulenporno zu bieten habe. „Das Drehbuch, Schauspiel, die Locations und alle anderen Details sind erstklassig; Ricky Sinz und Jake Deckard liefern brilliantes Schauspiel und sexuelle Leistungen ab.“ Für Guide Mag vergab Jesse Monteagudo vier Sterne und war der Meinung, die Macher hätten sowohl einen düsteren Western wie auch einen „dick flick“ (Schwanzfilm) geschaffen. Es sei der „Schwulenwestern, auf den viele von uns [d.h. Schwulenpornofans] gewartet haben, einer voll heißer Männer, heißem Sex und heißer Action.“

### Auszeichnungen
To the Last Man erhielt bei den GayVN Awards mehr Auszeichnungen als je ein Film in der Geschichte des Studios Raging Stallion zuvor.
GayVN Awards 2009
- Bester Schauspieler an Ricky Sinz
- Beste Ausstattung
- Beste Kamera an Chris Ward, Tony DiMarco und Ben Leon
- Beste Regie an Chris Ward, Tony DiMarco und Ben Leon
- Beste DVD-Extras
- Beste DVD-Special-Edition
- Bester Schnitt
- Beste Musik an J. D. Slater und Nekked
- Beste Oralsex-Szene an Jackson Wild und Ricky Sinz
- Bester Film
- Bestes Drehbuch an Tony DiMarco
- Bester Nebendarsteller an Scott Tanner (Tie mit Trevor Knight in Endgame)
- Bester Dreier an Logan McCree, Ricky Sinz und Scott Tanner

Grabby Awards 2009
- Bestes Solo an Damien Crosse
- Bester Dreier an Logan McCree, Ricky Sinz und Scott Tanner
- Bester Nebendarsteller an Scott Tanner
- Beste Regie an Chris Ward, Tony DiMarco und Ben Leon
- Nominierung als Bester Film

Hard Choice Awards 2009
- Bester Film – USA
- Beste Regie – USA an Chris Ward, Tony DiMarco und Ben Leon
- Bester Schauspieler an Ricky Sinz
- Beste Videographie
- Beste Ausstattung
- Beste Musik an J. D. Slater und Nekked
- Savage Humor Award an Ricky Sinz
- Chance Erotic Moment an Damien Crosse und Antton Harri
- Nominierung als Bestes Drehbuch für Tony DiMarco
- Nominierung als Bester Nebendarsteller für Scott Tanner
- Nominierung als Bestes Solo für Damien Crosse
- Nominierung als Bestes Rimming für Damien Crosse und Antton Harri

XBIZ Awards 2009
- GLBT-Film des Jahres